# لیدز
لیدز (به انگلیسی: Leeds) یکی از شهرهای ناحیهٔ یورک‌شر و هامبر انگلستان است.
شهر لیدز در استان یورکشایر غربی، و در ۱۸۰ مایلی شمال لندن واقع شده‌است.
جمعیت این شهر بر پایهٔ آمار سال ۲۰۰۸ برابر با ۷۷۰٬۸۰۰ نفر و مساحتش ۵۵۱٫۷۲ کیلومتر مربع بوده‌است.
تیم فوتبال لیدز یونایتد یکی از تیم‌های باشگاهی این شهر است که در لیگ برتر انگلستان بازی می‌کند.